# جینا باس
جینا باس (انگلیسی: Gina Bass؛ زادهٔ ۳ مهٔ ۱۹۹۵) ورزشکار دو و میدانی در رشته‌های دو ۱۰۰ متر، دو ۲۰۰ متر اهل گامبیا است که در مسابقات قهرمانی آفریقا برندهٔ ۱ مدال برنز شده‌است. باس پرچم‌دار کاروان گامبیا در بازی‌های المپیک تابستانی ۲۰۱۶ بود.

## رقابت‌های بین‌المللی
| سال                   | مسابقه                         | محل برگزاری           | مقام                  | رویداد                | توضیحات               |
| به نمایندگی از گامبیا | به نمایندگی از گامبیا          | به نمایندگی از گامبیا | به نمایندگی از گامبیا | به نمایندگی از گامبیا | به نمایندگی از گامبیا |
| --------------------- | ------------------------------ | --------------------- | --------------------- | --------------------- | --------------------- |
| ۲۰۱۱                  | مسابقات قهرمانی جوانان جهان    | لیل (فرانسه)          | ۳۸ام (h)              | ۱۰۰ متر               | ۱۲٫۴۴                 |
| ۲۰۱۵                  | African Games                  | برازاویل              | ۱۳ام (sf)             | ۱۰۰ متر               | 11.97                 |
| ۲۰۱۵                  | African Games                  | برازاویل              | ۱۳ام (sf)             | ۲۰۰ متر               | 24.13                 |
| ۲۰۱۶                  | مسابقات قهرمانی آفریقا         | دوربان                | ۱۰ام (sf)             | ۱۰۰ متر               | ۱۱٫۶۳                 |
| ۲۰۱۶                  | مسابقات قهرمانی آفریقا         | دوربان                | ۳ام                   | ۲۰۰ متر               | ۲۲٫۹۲                 |
| ۲۰۱۶                  | بازی‌های المپیک تابستانی        | ریو دو ژانیرو         | ۵۲ام (h)              | ۲۰۰ متر               | 23.43                 |
| ۲۰۱۷                  | بازی‌های همبستگی کشورهای اسلامی | باکو                  | ۱ام                   | ۱۰۰ متر               | 11.56                 |
| ۲۰۱۷                  | بازی‌های همبستگی کشورهای اسلامی | باکو                  | ۲ام                   | ۲۰۰ متر               | 23.15                 |
| ۲۰۱۷                  | مسابقات جهانی                  | لندن                  | ۳۱ام (h)              | ۲۰۰ متر               | ۲۳٫۵۶                 |
| ۲۰۱۸                  | بازی‌های کشورهای همسود          | گلد کوست              | ۱۴ام (sf)             | ۱۰۰ متر               | 11.64                 |
| ۲۰۱۸                  | بازی‌های کشورهای همسود          | گلد کوست              | ۱۳ام (sf)             | ۲۰۰ متر               | 23.60                 |
| ۲۰۱۸                  | مسابقات قهرمانی آفریقا         | آسابا                 | ۸ام                   | ۱۰۰ متر               | ۱۱٫۸۵                 |
| ۲۰۱۸                  | مسابقات قهرمانی آفریقا         | آسابا                 | ۴ام                   | ۲۰۰ متر               | ۲۳٫۴۰                 |
| ۲۰۱۹                  | African Games                  | رباط                  | ۲ام                   | ۱۰۰ متر               | 11.13                 |
| ۲۰۱۹                  | African Games                  | رباط                  | ۱ام                   | ۲۰۰ متر               | 22.58                 |
| ۲۰۱۹                  | مسابقات جهانی                  | دوحه                  | ۱۵ام (sf)             | ۱۰۰ متر               | ۱۱٫۲۴                 |
| ۲۰۱۹                  | مسابقات جهانی                  | دوحه                  | ۶ام                   | ۲۰۰ متر               | ۲۲٫۷۱                 |